# Céramique chimú

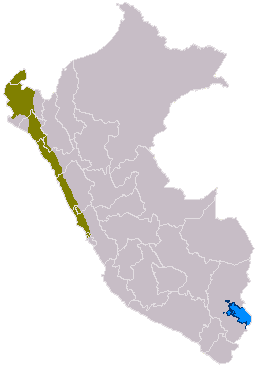
Aire d'occupation de la culture chimú sur la carte du Pérou (vert)

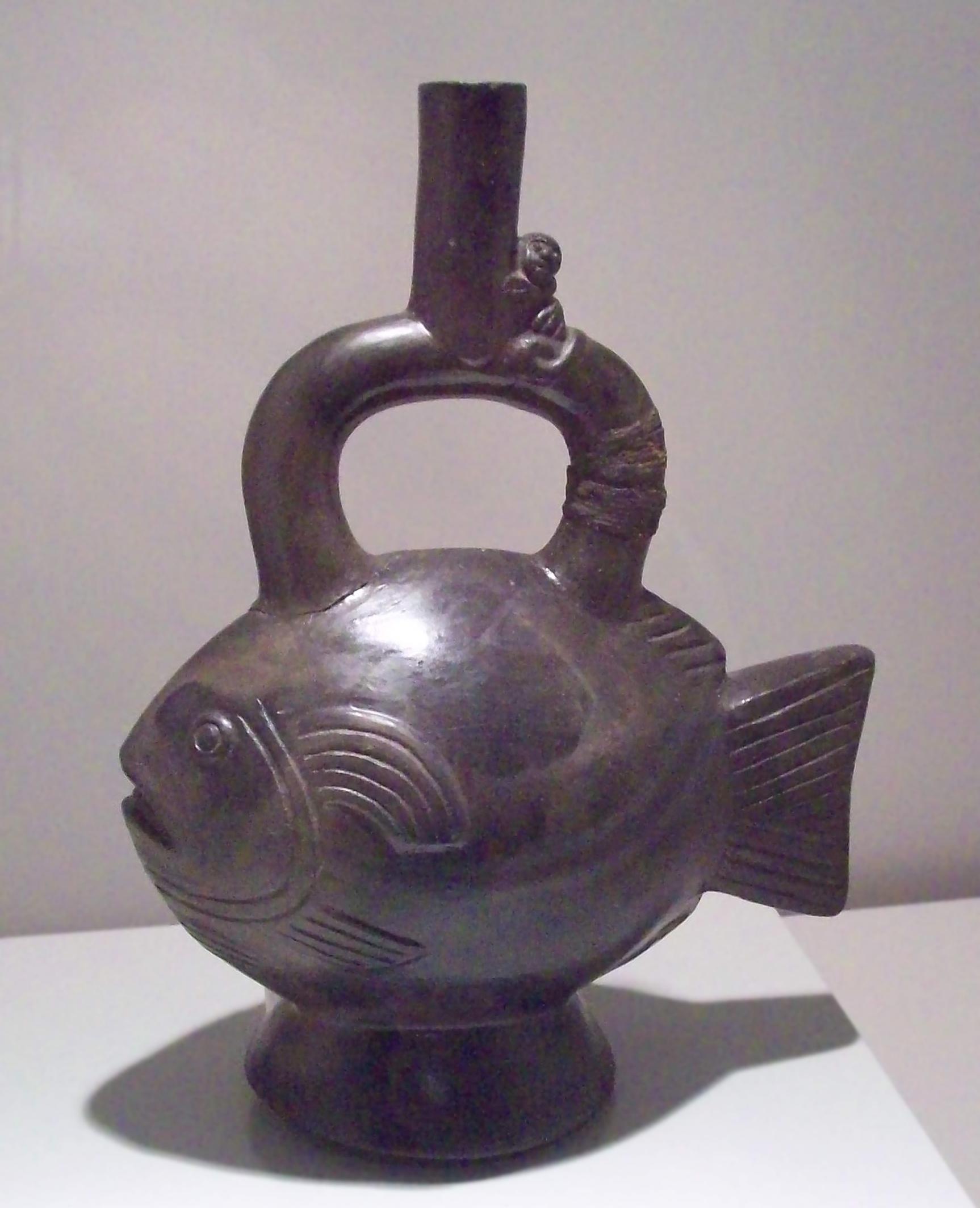
Vase chimú représentant un poisson (musée d'Amérique, Madrid, Espagne).
Noter la présence d'un petit personnage au creux de l'anse-étrier.

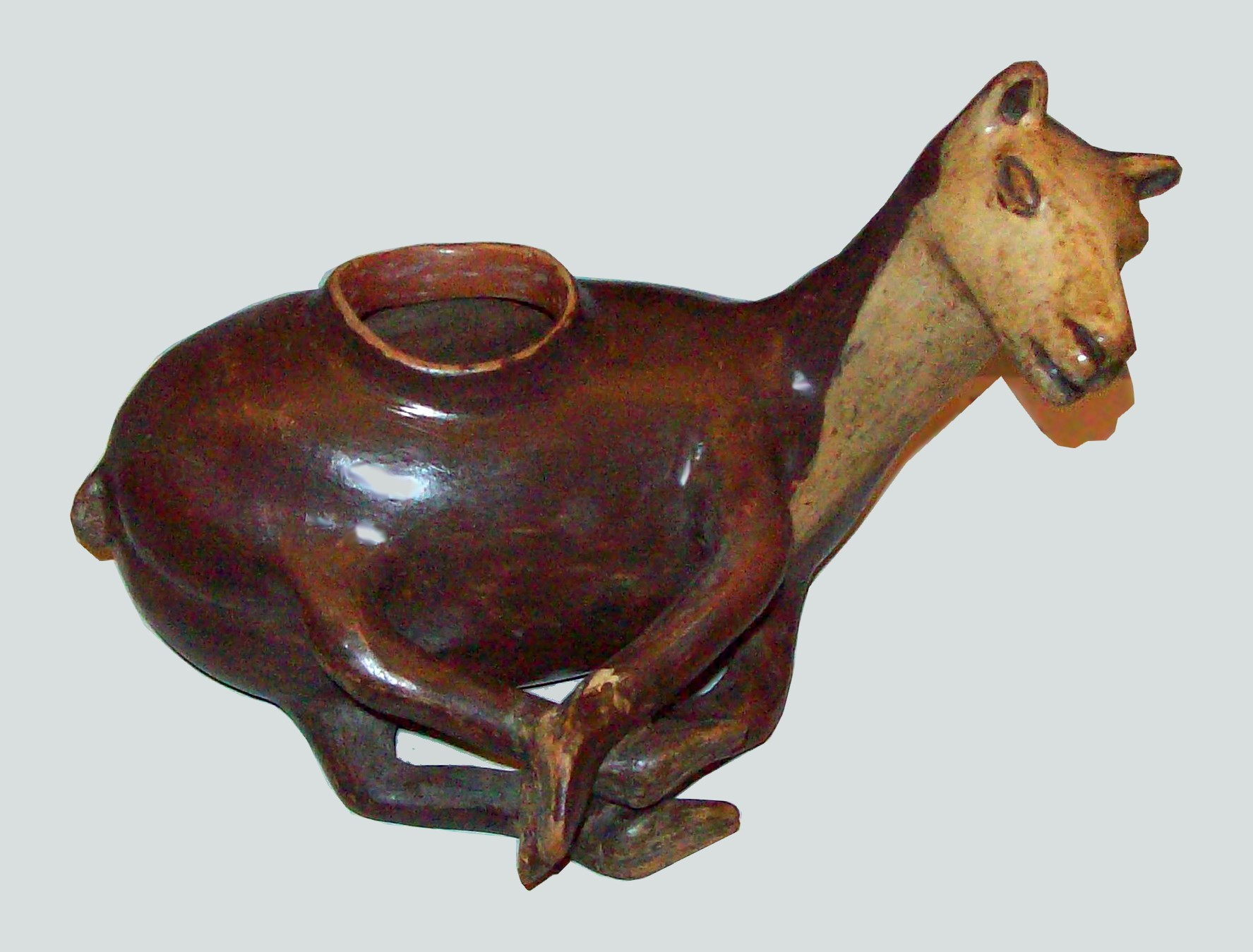
Vase chimú représentant un lama (musée d'Amérique, Madrid, Espagne).

Les céramiques chimú furent produites sur la côte nord du Pérou, vers la fin du premier millénaire de notre ère, de 1000 à 1470. La civilisation chimú fut une importante civilisation précolombienne qui succéda dans cette région à la culture moche à laquelle elle emprunta de nombreux éléments décoratifs. Cette culture est aujourd´hui mieux connue grâce aux travaux de l'archéologue péruvien Rafael Larco Hoyle, fondateur du Musée Larco de Lima.
Les céramiques chimú, plus austères que les céramiques mochica, n’atteignent cependant pas leur niveau technique et créatif. 
Remarquables planificateurs, les Chimú produisirent des pièces à grande échelle pour la première fois au Pérou. Leur distribution correspond à l'expansion territoriale du royaume de Chimor.

## Caractères stylistiques
Les potiers chimú empruntèrent et transformèrent plusieurs formes de céramiques produites par les Mochica. Le vase à anse-étrier, typique de la culture moche, ainsi que les vases à double bec, constituent les formes les plus courantes.
Les céramiques chimú servaient de récipients à usage domestique, mais assuraient aussi un rôle rituel en contenant des offrandes lors des funérailles. La poterie à usage domestique était fabriquée sommairement, sans  finition élaborée, alors que les céramiques funéraires témoignaient d'une recherche esthétique plus poussée.
Les vases chimú se caractérisent souvent par une petite figurine sculptée à la jonction du col et de l'anse. Certaines céramiques représentent un personnage assis ou debout sur un vase. Les représentations chimú ont tendance à être passablement stylisées, et rares sont celles qui pourraient être qualifiées de vases portraits. Comme dans la céramique mochica, de nombreuses représentations érotiques furent également modelées. D'après le roman Queer de William S. Burroughs, on aurait trouvé plusieurs exemples de poteries chimú représentant des relations homosexuelles.

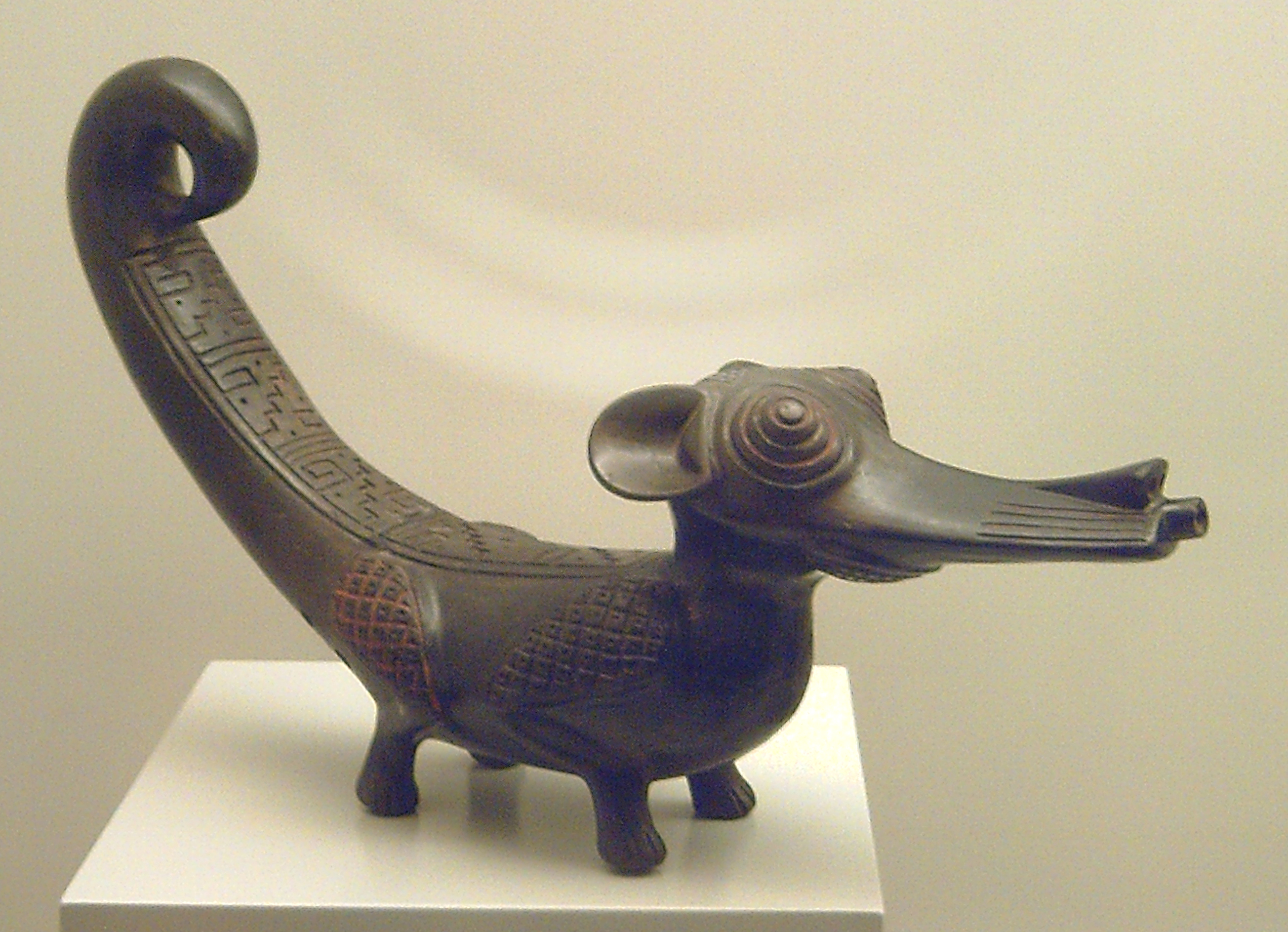
Céramique chimù représentant un coati, les motifs estampés sont caractéristiques.

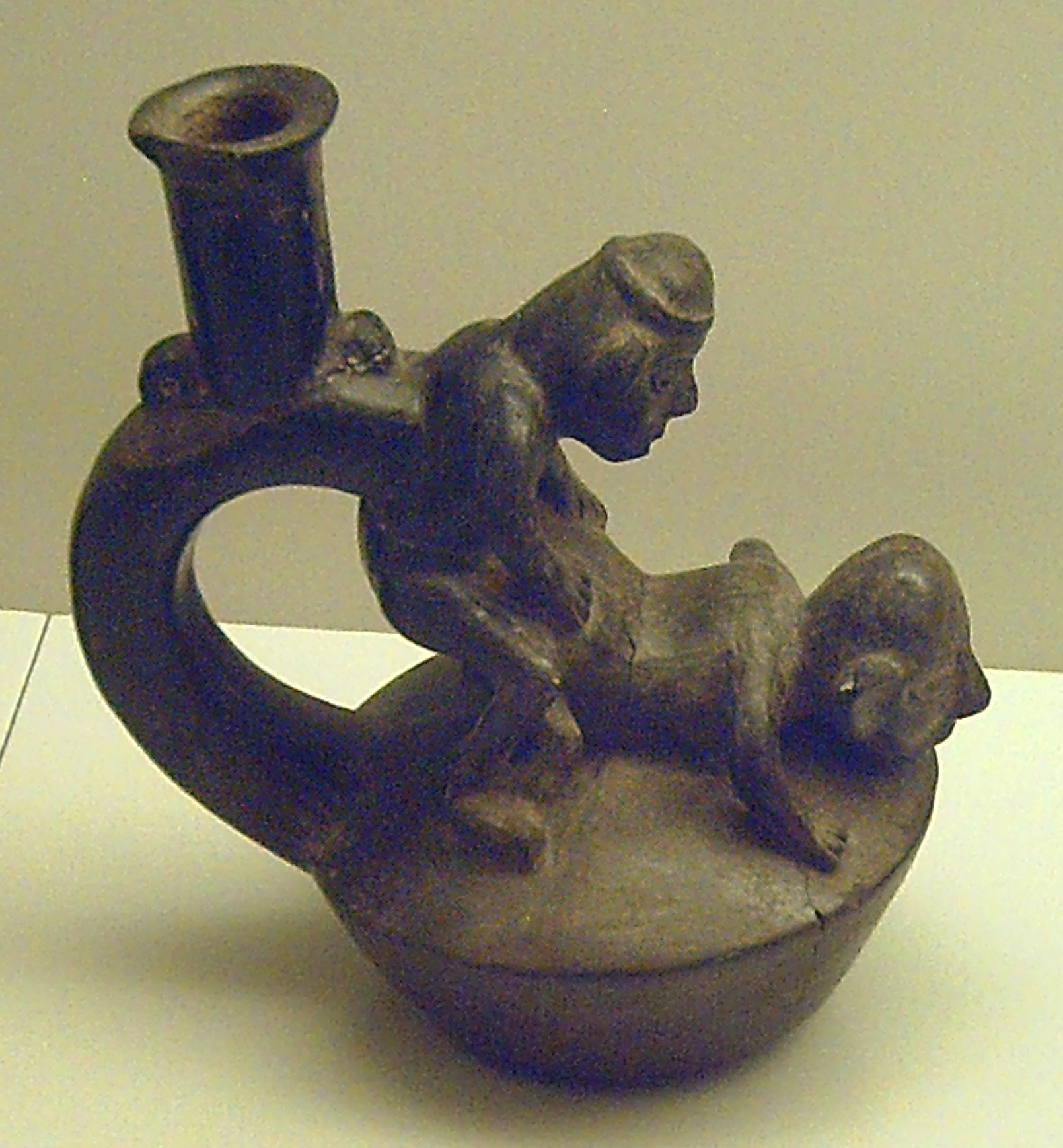
Vase chimù en céramique monochrome avec scène érotique, musée d'Amérique, Madrid, Espagne.

### Les décors estampés
Les poteries chimú sont généralement décorées mais plus rarement peintes. De nombreux animaux, fruits, personnages et divinités sont représentés. Les potiers utilisaient surtout des techniques d’estampage. Des sceaux en céramique étaient pressés sur les parois encore humides des récipients de manière à reproduire un vaste éventail de dessins naturalistes, symboliques ou légendaires.

### Les décors gravés
Absents des céramiques mochica de la période précédente, les décors gravés consistent à enlever une fine couche de terre sur la pièce encore humide. Ces décors produisent des contrastes riches entre la surface polie et le motif dégagé par la gravure.

### L’iconographie marine
Dans la dernière période de la céramique mochica (Mochica V), qui précède la culture chimú, on pouvait déjà observer l’apparition de thèmes marins, rarement présents dans la céramique des périodes mochica antérieures.
En règle générale, l'iconographie marine est prédominante dans l'art chimú. Les thèmes marins illustrent l'importance de la mer et du commerce maritime pour l'économie des Chimú. Les poteries chimú reprennent fréquemment  des motifs ou  reproductions de poissons, d'oiseaux de mer et de mammifères marins. On retrouve aussi des représentations de radeaux transportant des cargaisons ou parfois même des prisonniers.
L’importance de la mer doit être rapprochée également du périple océanique des fondateurs de la dynastie chimú, Naymlap et Tacaynamo.
Les Chimú utilisaient en offrandes les coquillages de spondyles, qu’ils associaient à la pluie et la fertilité. Ceux-ci étaient également employés comme matériau par les artisans,.
Des influences provenant des hauts plateaux péruviens jouèrent également un rôle dans le développement du style chimú.

## Techniques de production
Les céramiques rituelles étaient moulées à l’aide d'un moule fait de deux pièces alors que les poteries domestiques étaient modelées à la main.
Contrairement aux céramiques mochica, dont l’argile a conservé une coloration rougeâtre après cuisson, les poteries chimú sont habituellement noires. Cette teinte était obtenue en cuisant la poterie à haute température dans un four artisanal fermé, ce qui empêchait l'oxygène de réagir avec l'argile et d'altérer les molécules de fer.
Le brillant noir métallique aux nuances caractéristiques était obtenu en exposant la céramique à la fumée après l'avoir polie. Des céramiques plus claires étaient également fabriquées en plus faibles quantités.

## Chronologie de la céramique précolombienne du Nord-Pérou
|  |  |  |

Bleu, violet: peuples des régions côtières   -   Marron: peuples des régions andines.